# Tour d'Émilie 2013
La 96e édition de Tour d'Émilie aura lieu le 12 octobre 2013.